# De Krijtberg (Amsterdam)
De Krijtberg – właściwie Sint-Franciscus Xaveriuskerk (Kościół pw. św. Franciszka Ksawerego) – kościół rzymskokatolicki w Amsterdamie. Kościół ten w swojej dzisiejszej formie został wybudowany w latach 1881–1883 w stylu neogotyckim i stanowi jedną z najstarszych i najważniejszych siedzib zakonu Jezuitów w Holandii.

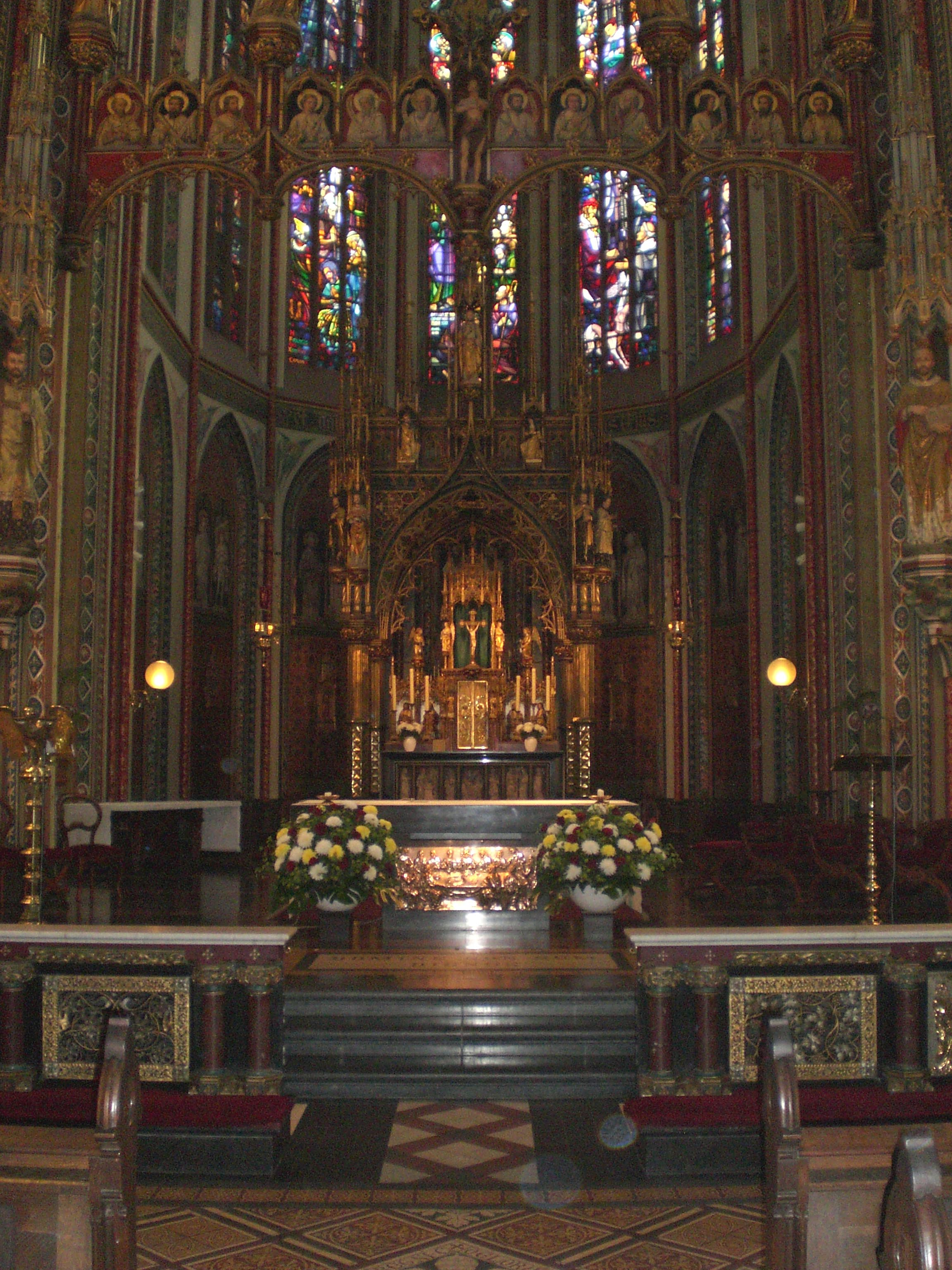
Wnętrze: Ołtarz

## Historia
W 1628 Pieter Laurenz (1588 – 1664) – jezuita pochodzący z Saint Omer - ustanowił w prywatnym domu przy Singel kaplicę domową, w której od 1654 zbierała się wspólnota katolicka. Ponieważ w tamtych czasach katolikom w Holandii zabroniono praktykowania obrzędów religijnych, istnienie kaplicy było tajemnicą. Jako typowy Schuilkerk (ukryty kościół), kaplica owa została konsekrowana pod wezwaniem św. Franciszka Ksawerego. Dom, w którym znajdowała się kaplica, swoją nazwę De Crytberghen (hol. „skała kredowa”) zawdzięczał skałom kredowym z Dover: ówczesny właściciel domu, pewien kupiec, ustanowiwszy połączenia morskie z południowym wybrzeżem Anglii, dom swój nazwał na cześć celu podróży swoich statków. Tylna część kaplicy była dostępna przez boczną drogę, Katersteeg, która łączyła Singel z Herengracht.
Kaplica oraz zmieniona funkcja domu wraz z potajemnymi spotkaniami liturgicznymi katolików, chociaż były wiadome władzom publicznym, to jednak były nieoficjalnie tolerowane. Pierwsza kaplica została w 1677, ze względu na wzrost liczby wiernych, zastąpiona drugą, większą kaplicą, która jednak również pozostawała ukryta za zwykłą fasadą miejskiego domu. Również po 1708, gdy zakon jezuitów został zakazany w Holandii, a po 1773 przez papieża Klemensa XIV całkowicie zniesiony, kaplica pozostawała otwarta.
W 1796 katolicy w Holandii otrzymali prawo do praktykowania swojej religii i dzięki temu mogli budować również publicznie dostępne kościoły. W 1835 kaplica została ponownie powiększona, a pierwotny dom De Crytberghem został wyburzony, aby zapewnić miejsce powiększonemu kościołowi oraz domowi parafialnemu, którego część do dziś służy wspólnocie jezuitów. Na szczycie portalu widnieje typowy dla zakonu jezuitów akronim IHS.
Gdy w 1853 ponownie została ustanowiona holenderska hierarchia kościelna, kościół De Krijtberg, wraz z drugim jezuickim kościołem w Amsterdamie, De Saaier, zostały przydzielone do diecezji Haarlem. Ze względu na wciąż powiększającą się liczbę wiernych wkrótce okazało się, że konieczna jest budowa większego kościoła. Zlecenie na tę budowę wydano w 1879. Nowy kościół, dla którego budowy bez wahania zniszczono kilka historycznych domów w Singel i przy Katersteg, został wybudowany w stylu neogotyckim przez Wilhelma Victora Alfreda Tepe (1849–1920) i 3 grudnia 1883 konsekrowany przez ówczesnego biskupa Haarlemu.
Gdy ogólna liczba wiernych i praktykujących katolików spośród ludności Amsterdamu począwszy od lat 1960. zaczęła drastycznie spadać, zaczęto rozważać zamknięcie a nawet wyburzenie kościoła De Krijberg. Jednak gdy w 1974 został on uznany przez władze publiczne za budowlę historyczną i jako taką objętą ochroną zabytków, biskup Haarlemu wycofał swoje plany co do zamknięcia kościoła. W następstwie De Krijberg został w 2003 gruntownie odrestaurowany.

## Wyposażenie kościoła

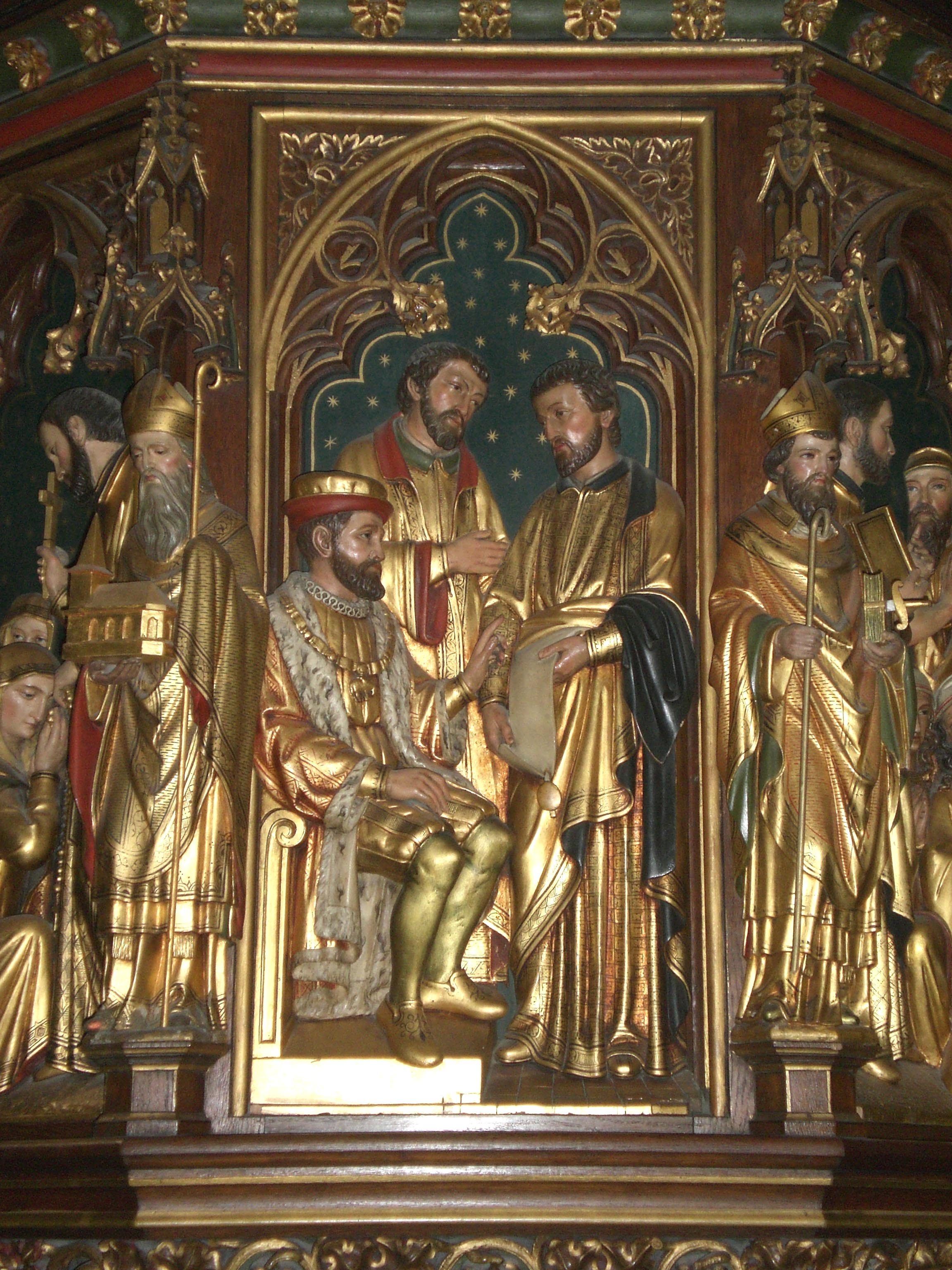
Ambona: Ferdynand I Habsburg powierza Piotrowi Kanizemu zadanie nauczania teologii w Wiedniu

Trzynawowe wnętrze zostało, zgodnie z ówczesnymi upodobaniami, ozdobione wieloma obrazami, co stanowiło różnicę wobec ikonoklazmu kościołów reformowanych Amsterdamu. W ten sposób dano też artystyczny wyraz odrodzeniu katolicyzmu w Amsterdamie po 1853. Wnętrze kościoła po ukończeniu budowy zostało najpierw w latach 1886-1889 prowizorycznie ozdobione różnymi obrazami, a następnie po 1892 obecnie znajdującymi się dziełami Martina Schenka (1833-1911). Witraże, ołtarz wraz z baldachimem oraz inne elementy wnętrza pochodzą z kolońskiego warsztatu Friedricha Wilhelma Mengelberga i zostały wykonane w latach 1882–1886. Z tego samego warsztatu pochodzi belka tęczowa. Widać na niej dwunastu apostołów oraz górującą nad nimi gotycką grupę pasyjną. Lewa nawa boczna przechodzi w kaplicę maryjną, której ołtarz pochodzi również z pracowni Mengelberga (1885). Ołtarz ten przedstawia w stylu średniowiecznym sceny z życia Maryi. Ściany nawy głównej są ozdobione rzeźbami ważnych jezuickich świętych (między innymi Franciszek Ksawery, Ignacy Loyola czy Alfons Rodriguez). Również witraże przedstawiają świętych jezuickich (między innymi Piotr Klawer, Aloizy Gonzaga).
Oprócz małych organów z 1960, kościół posiada organy z warsztatu Piet J. Adema en Zoen (Amsterdam) z 1905. Od 1985 znajdują się one w galerii nad prawą nawą boczną.

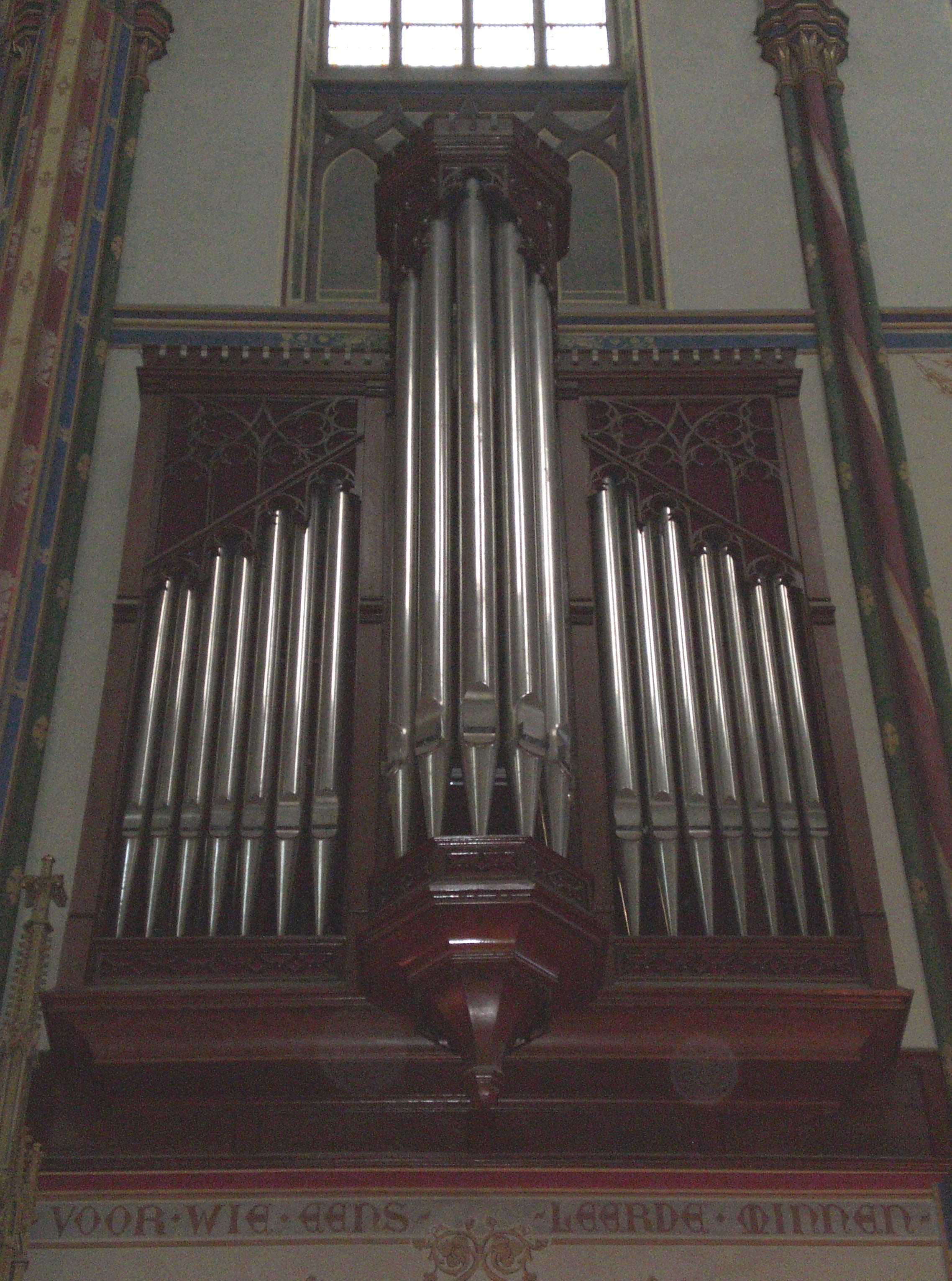
Wnętrze: Organy